# 東京都立圖書館

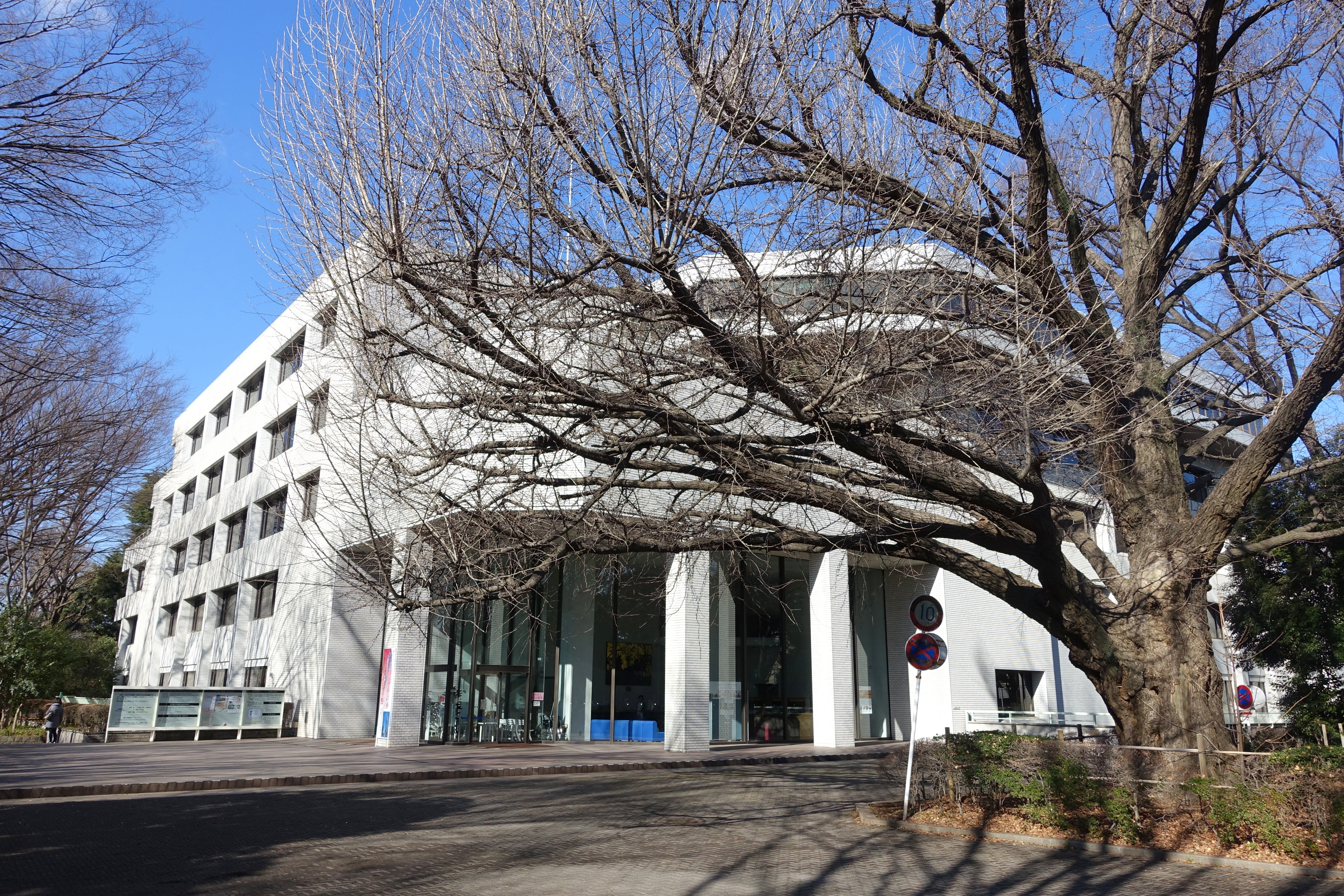
東京都立中央圖書館

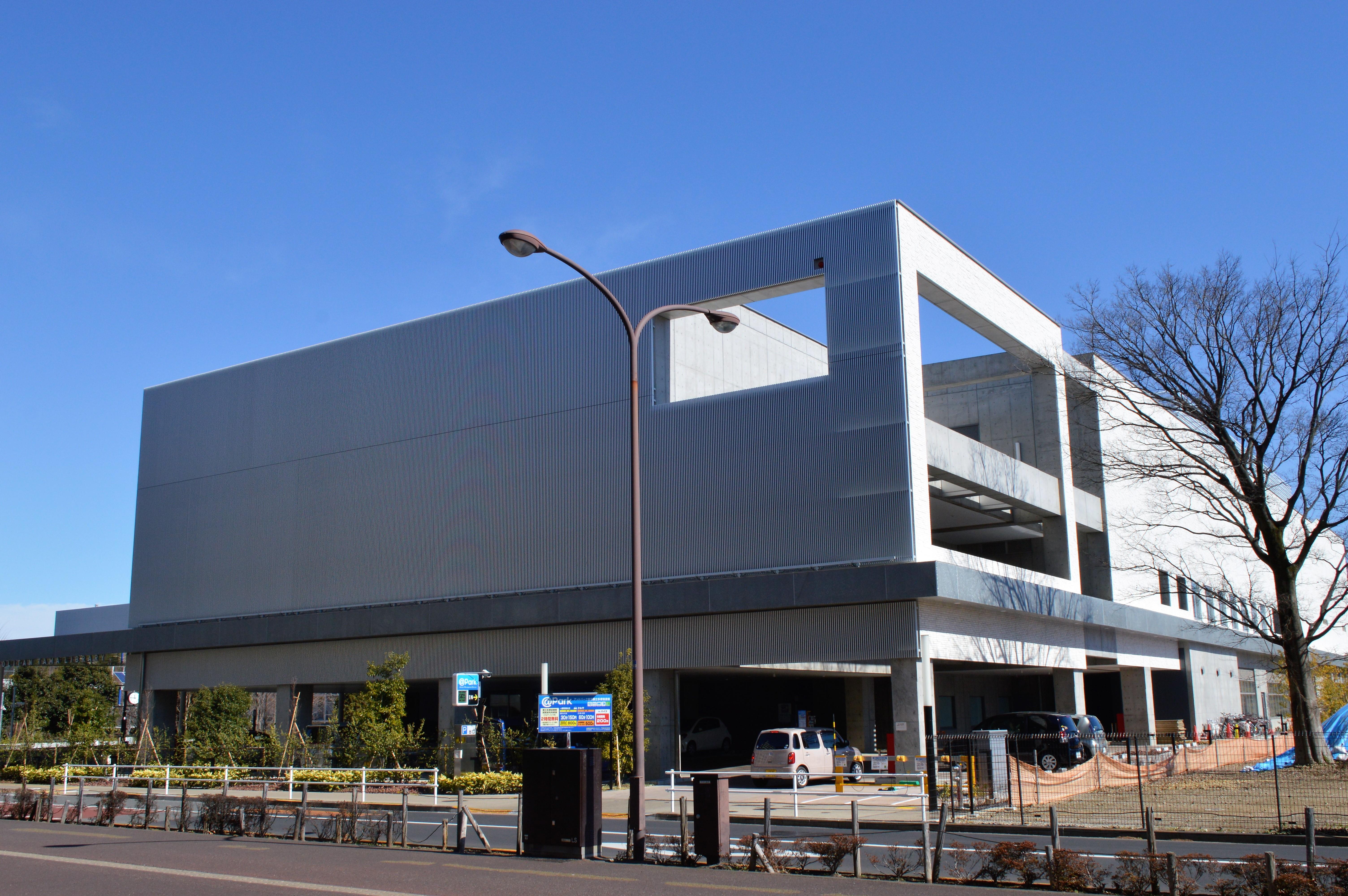
東京都立多摩圖書館

東京都立圖書館（日语：／ Tōkyō toritsu toshokan */?）是由日本東京都營運的公共圖書館，原先由多座圖書館所構成，但現今多數圖書館已交由東京都旗下的各區公所管轄；在日比谷圖書館於2009年交由千代田區管轄後，目前由中央圖書館及多摩圖書館兩館所組成。2014年館藏達到243萬冊。

## 歷史
- 東京都立圖書館的前身為1908年11月於東京市麴町区日比谷公園（現屬東京都千代田區）設立的日比谷圖書館；1915年，日比谷圖書館與其餘18間圖書館一起改制為東京市立圖書館。

- 1943年東京都成立，改制為東京都立圖書館。

- 1945年，東京大空襲，多座圖書館於戰爭中受創嚴重。

- 1973年，都立中央圖書館開館。

- 1987年，都立多摩圖書館開館。

- 2009年，日比谷圖書館於2009年交由千代田區管轄。

## 館舍現狀

### 中央圖書館
中央圖書館位於東京都港區有栖川宮紀念公園內，為地上5層、地下2層的建築，2014年館藏為188萬冊。周一至周五開館時間為上午10點至晚上9點，周六及周日為上午10點至下午5點30分。館內有閱覽席數1000席，但尺寸大於A4紙張的隨身行李不得攜至館內，需置於置物櫃中。

### 多摩圖書館

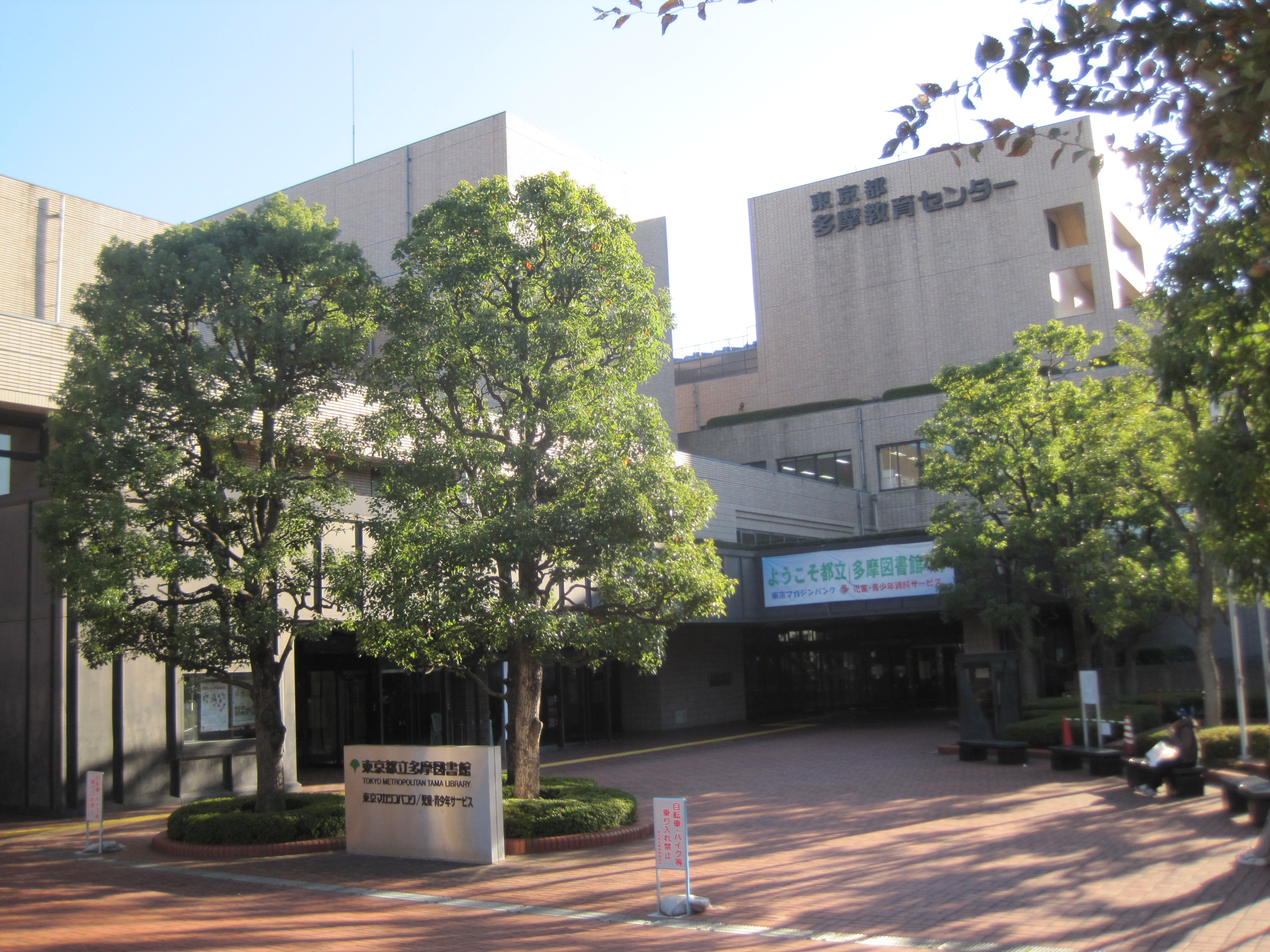
位於立川市的多摩圖書館舊館

多摩圖書館位於於1987年成立於東京都立川市，2016年12月舊館停用，次年1月位於國分寺市的新館啟用。目前多摩圖書館館藏約55萬冊。